# 艇軍
艇軍（ていぐん）とは、太平天国の乱の時期に広東省・広西省で発生した天地会の蜂起の一部隊。船を操り水上に拠って反清闘争を行った。
1846年、陳亜貴・任文炳らが潯江で反清闘争を行ったのが艇軍の始まりである。1848年、任文炳は張釗・田芳らと結んで、広東省の三水を襲撃した後、潯江・黔江をさかのぼって梧州・潯州・柳州を襲撃した。1850年8月、任文炳率いる艇軍2千人は平南を攻撃して、潯州・梧州間の水路を支配した。1852年になると艇軍の勢力は船5百隻・1万人を数えるまでになり、さらに象州で梁培友の部隊も合流した。しかし艇軍は6月に両広総督徐広縉の軍に敗れ、任文炳は行方不明となった。以後、艇軍は梁培友が指導することになり、1854年には清軍を破って藤県を占領した。藤県が清軍に奪回されると、梁培友は陳開・李文茂の建てた大成国に加わって「平東王」に封じられた。梁培友は1857年に戦死するが、残った艇軍は1861年の大成国の滅亡まで戦闘を継続した。